# La Femme du boulanger

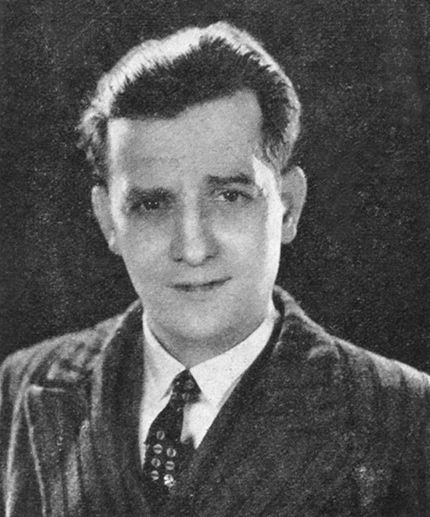
Marcel Pagnol

La Femme du boulanger is een Franse filmkomedie uit 1938 onder regie van Marcel Pagnol. De film is gebaseerd op de roman Jean le Bleu (1932) van de Franse auteur Jean Giono.

## Verhaal
De bakker Aimable Castanier vestigt zich met zijn mooie, jonge vrouw  Aurélie in een Provençaals dorp. Als zijn vrouw hem verlaat voor een herder, is het hart van Aimable zozeer gebroken dat hij geen brood meer kan bakken. Omdat de dorpelingen weer brood willen, beslissen ze Aurélie terug te halen.

## Rolverdeling
| Acteur           | Personage                  |
| ---------------- | -------------------------- |
| Raimu            | Aimable Castanier          |
| Ginette Leclerc  | Aurélie Castanier          |
| Fernand Charpin  | Markies Castan de Venelles |
| Robert Vattier   | Pastoor                    |
| Charles Blavette | Antonin                    |
| Robert Bassac    | Leraar                     |
| Marcel Maupi     | Barnabé                    |
| Alida Rouffe     | Céleste                    |
| Odette Roger     | Miette                     |
| Yvette Fournier  | Hermine                    |
| Maximilienne     | Juffrouw Angèle            |
| Charblay         | Slager                     |
| Julien Maffre    | Pétugue                    |
| Adrien Legros    | Barthelemy                 |
| Jean Castan      | Esprit                     |